# Limitations de vitesse en Serbie

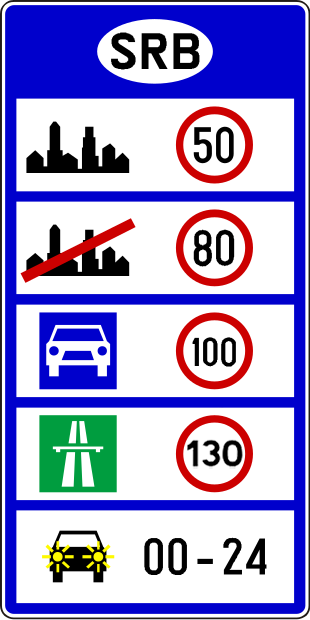
Panneau de limitations de vitesse à l'entrée de la Serbie

Les limitations de vitesse appliquées en Serbie (abréviation officielle : SRB) sont les suivantes :
- 50 km/h en ville
- 80 km/h hors agglomération
- 100 km/h sur voie rapide
- 130 km/h sur autoroute depuis le 1er juin 2018 (anciennement 120 km/h), (60 km/h par temps de neige)

## Autres règles
- Allumage des feux de croisement obligatoire 24h/24 ;
- Alcoolémie maximale autorisée au volant : 0,2 g/L d'alcool dans le sang depuis avril 2018 ;
- Attention aux contrôles de vitesse sur les "points noirs" (endroits très accidentogènes)

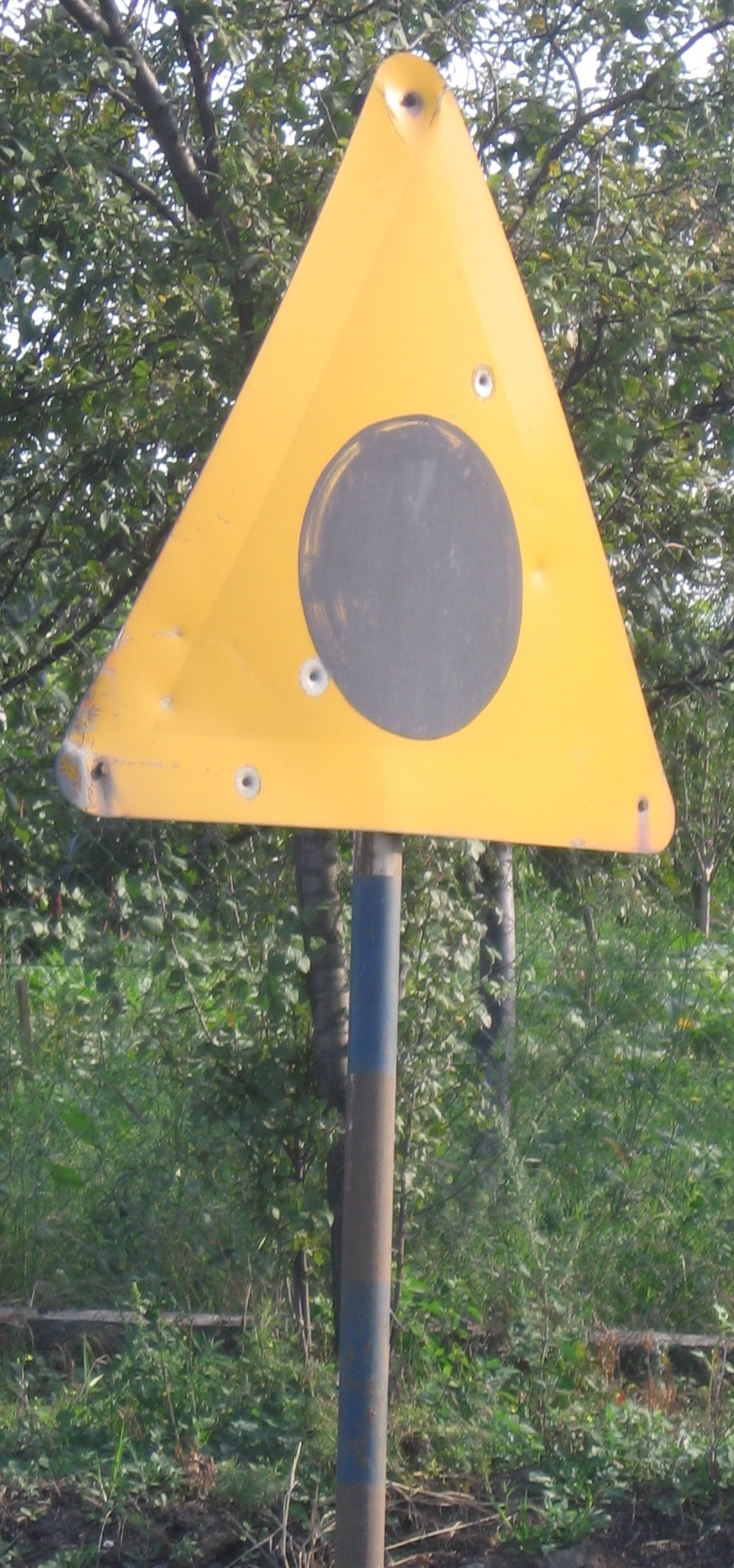
Panneau de signalisation serbe "Point Noir"